# Pit stop
En automobilisme, pit stop és la denominació en llengua anglesa del que en català tradicionalment s'ha conegut com a aturada a boxs. El terme s'utilitza en les carreres de motor per al·ludir a una aturada d'un un vehicle durant una carrera en l'àrea dels boxs on es troben els mecànics. Aquesta aturada es fa durant qualsevol moment de la competició per fer benzina, canviar els pneumàtics, fer reparacions o ajustos mecànics o canviar el conductor.

## Pit lane
La pit lane, línia de boxs o carrer de boxs és la pista asfaltada de circulació que connecta el circuit amb el pit stop, on s'aturen els cotxes, i que normalment transcorre paral·lela a la recta final i inicial del circuit (graella de sortida) separada de la pista per un mur on els equips i pilots es preparen i posen a punt els seus cotxes durant les proves del final de setmana de la competició.

## Fórmula 1

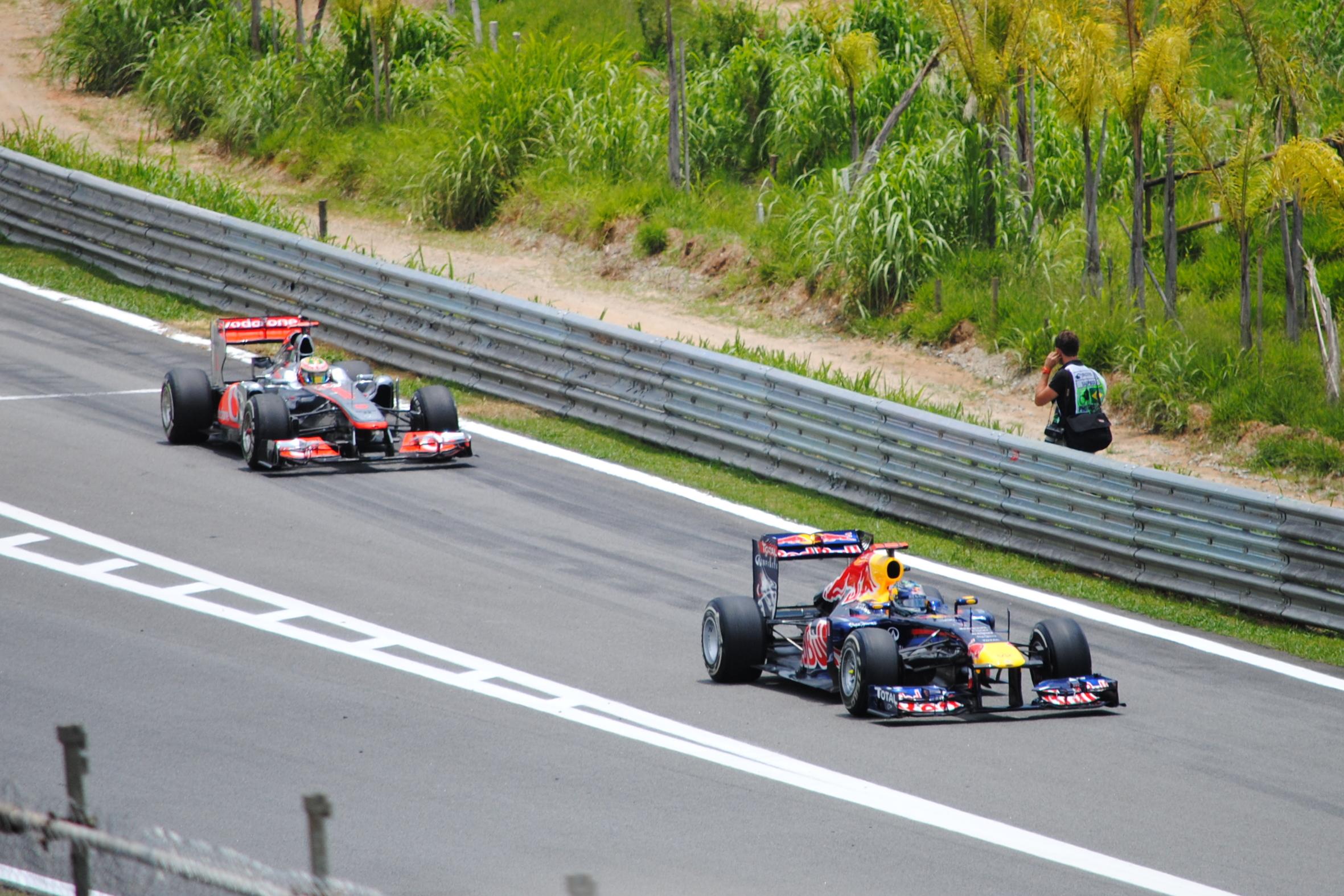
Lewis Hamilton i Sebastian Vettel en la sortida de boxs en el Gran Premi de Brasil de 2011 (Fórmula 1)

En Fórmula 1, els vehicles solen realitzar aturades en boxs per fer benzina i canviar pneumàtics, encara que durant la temporada de 2005 es va prohibir el canvi de pneumàtics durant la carrera. Els equips solen fer ajustos menors en els alerons davanters i del darrere, i a vegades reemplacen la peça davantera del morro del vehicle. L'estratègia típica de aturades a boxs varia entre una i tres aturades a boxs, depenent del circuit. El temps que el vehicle passa entre una aturada i una altra sol anomenar-se en anglès stints (en català, "ratxes" o "torns").
Quan un vehicle està donant l'última volta abans de la seva parada en boxs, el personal mecànic del seu equip va preparant els nous pneumàtics i qualsevol material necessari per a la imminent intervenció. Els tècnics de combustible i pneumàtics ocupen posicions precises sobre l'àrea on el vehicle es detindrà finalment, amb la sola excepció del tècnic de cua, que per motius obvis només ocupa el seu lloc quan el vehicle ja ha frenat..

### Aturada

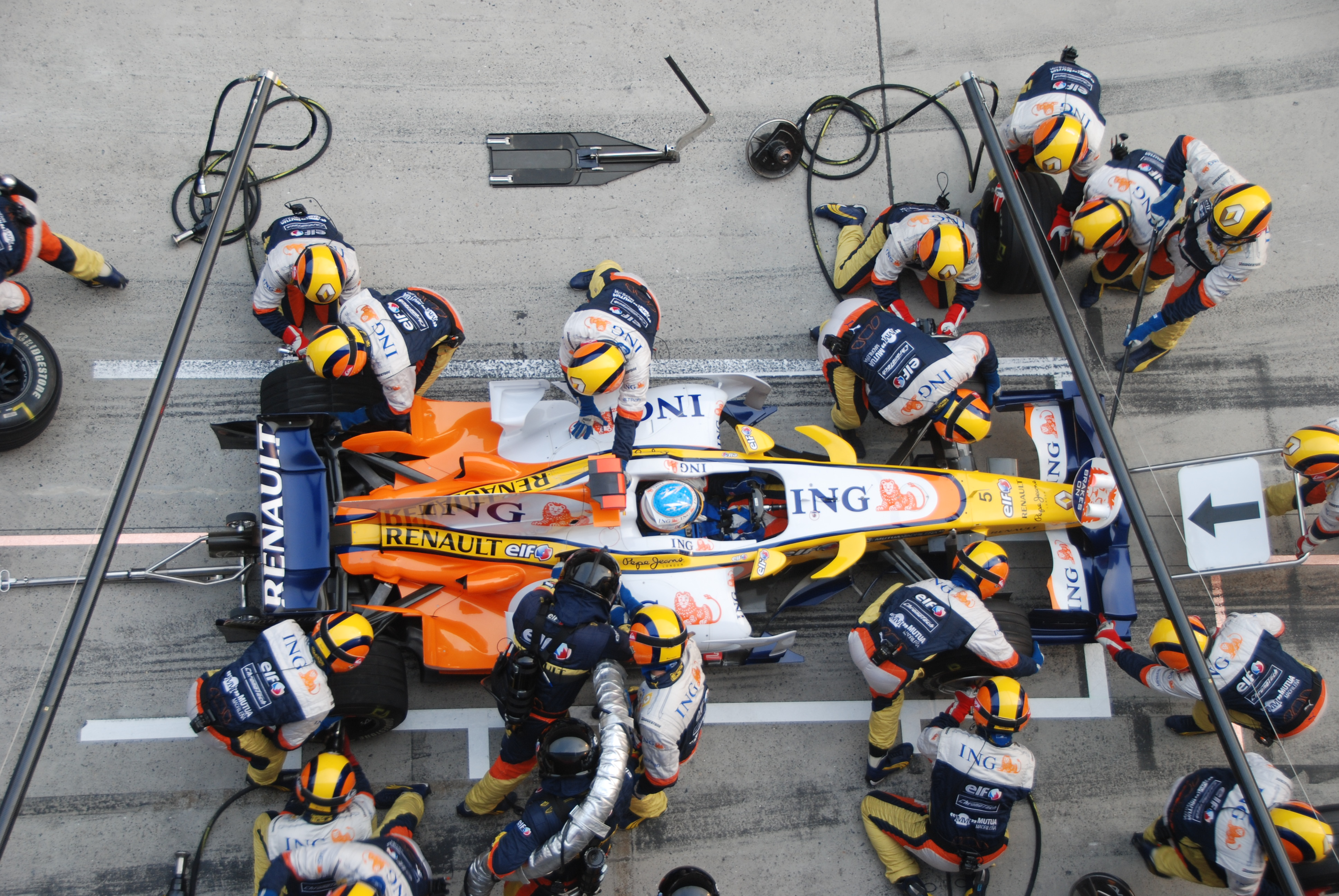
Equip mecànic de Renault F1.

Una parada en boxs implica el treball simultani de vint persones, i el seu objectiu principal és realitzar les operacions designades en el menor temps possible. La seva durada varia entre els sis i els dotze segons –aquest lapse depèn principalment de la quantitat de combustible injectada en el dipòsit–, encara que si es produeix algun error com una fallada de l'equip de bombament de combustible o el sistema d'arrencada del motor pot portar molt més temps. El combustible entra en el dipòsit a una taxa de 12 litres per segon, gràcies a un complex sistema que extreu l'aire del dipòsit buit al mateix temps que injecta combustible.
Atès que aquesta operació revesteix cert risc, tot l'equip mecànic està proveït d'uniformes de protecció i guants ignífugs, roba interior llarga, passamuntanyes, mitjons i calçat especial, ajustat a les especificacions fixades pel reglament de la FIA.
Un detall peculiar d'aquesta categoria de competició és que en Fórmula 1 el reglament només permet mantenir un equip mecànic en pista, per la qual cosa els vehicles d'un equip han d'alternar-se en l'ús de les instal·lacions tècniques. La majoria de competicions, en canvi, disposen un lloc tècnic per cada vehicle, per la qual cosa tots els vehicles d'un mateix equip poden ser intervinguts simultàniament.
Des de l'any 2010, els cotxes surten a la carrera amb el dipòsit ple de combustible per acabar la carrera, amb la qual cosa les aturades en boxs es realitzen només per canviar pneumàtics. Els mecànics encarregats d'aquesta operació estan ara sotmesos a una gran pressió. Les aturades més ràpides es realitzen entre 2 i 2,5 segons.